# Comuna Marijanci, Osijek-Baranja
Marijanci este o comună în cantonul Osijek-Baranja, Croația, având o populație de 2.405 locuitori (2011).

## Demografie
Componența etnică a comunei Marijanci
     Croați (97,8%)
     Sârbi (1,08%)
     Necunoscut (0,04%)
     Neclasificat (0,83%)
Componența confesională a comunei Marijanci
     Catolici (97,21%)
     Ortodocși (1,33%)
     Necunoscută (0,42%)
     Alte religii (1,04%)
Conform recensământului din 2011, comuna Marijanci avea 2.405 locuitori. Din punct de vedere etnic, majoritatea locuitorilor (97,8%) erau croați, cu o minoritate de sârbi (1,08%). Apartenența etnică nu este cunoscută în cazul a 0,04% din locuitori. Din punct de vedere confesional, majoritatea locuitorilor (97,21%) erau catolici, cu o minoritate de ortodocși (1,33%). Pentru 0,42% din locuitori nu este cunoscută apartenența confesională.